# Syntheta chloeropis
Syntheta chloeropis är en fjärilsart som beskrevs av Turner 1904. Syntheta chloeropis ingår i släktet Syntheta och familjen nattflyn. Inga underarter finns listade i Catalogue of Life.